# ISS-Expedition 33
ISS-Expedition 33 ist die Missionsbezeichnung für die 33. Langzeitbesatzung der Internationalen Raumstation (ISS). Die Mission begann am 16. September 2012 mit dem Abkoppeln des Raumschiffs Sojus TMA-04M von der ISS und endete am 18. November 2012 mit dem Abkoppeln von Sojus TMA-05M.

## Mannschaft
- Sunita Lyn Williams (2. Raumflug), Kommandantin, (USA/NASA) (Sojus TMA-05M)
- Juri Iwanowitsch Malentschenko (5. Raumflug), Bordingenieur, (Russland/Roskosmos) (Sojus TMA-05M)
- Akihiko Hoshide (2. Raumflug), Bordingenieur, (Japan/JAXA) (Sojus TMA-05M)

Zusätzlich ab 25. Oktober 2012:
- Kevin Anthony Ford (2. Raumflug), Bordingenieur (USA/NASA) (Sojus TMA-06M)
- Oleg Wiktorowitsch Nowizki (1. Raumflug), Bordingenieur, (Russland/Roskosmos) (Sojus TMA-06M)
- Jewgeni Igorewitsch Tarelkin (1. Raumflug), Bordingenieur (Russland/Roskosmos) (Sojus TMA-06M)

### Ersatzmannschaft
Seit Expedition 20 wird wegen des permanenten Trainings für die Besatzungen keine offizielle Ersatzmannschaft mehr bekanntgegeben. Inoffiziell gelten die Backup-Crews der beiden Sojus-Zubringerraumschiffe TMA-05M und TMA-06M (siehe dort) als Ersatzmannschaft der Expedition 33. In der Regel kommen diese Crews dann jeweils zwei Missionen später selbst zum Einsatz.

## Missionsbeschreibung
Während der etwa zweimonatigen Mission wurden an Bord der Internationalen Raumstation vorwiegend wissenschaftliche Experimente betreut und die Station in einem guten Zustand gehalten. Ein Großteil der mehr als 200 aktuellen Experimente läuft automatisch oder von der Erde aus gesteuert ab. Ein weiterer Teil beschäftigt sich mit den körperlichen und psychischen Veränderungen, denen der Mensch bei längerem Aufenthalt in der Schwerelosigkeit bzw. in relativer Isolation ausgesetzt ist. Dazu gibt es eine Vielzahl von Apparaturen, mit denen Untersuchungen angestellt werden. So werden regelmäßig EKG oder EEG genommen, mitunter auch über Nacht, der Körper mittels Ultraschall ‚durchleuchtet‘, die Tätigkeit des Herz-Kreislauf-Systems studiert, Veränderungen im Körper über Blut- und Urinproben nachvollzogen und mittels spezieller Diäten, sportlicher Betätigung oder Medikamenten versucht, dem Muskelschwund, Knochenabbau sowie einer Schwächung des Immunsystems entgegenzuwirken. Zur psychologischen Betreuung gehören vertrauliche Konferenzen der Raumfahrer mit Spezialisten am Boden sowie das Ausfüllen elektronischer Fragebogen oder das Absolvieren von Tests am PC.
Daneben spielte auch die Erderkundung eine große Rolle, da man recht flexibel auf bestimmte Ereignisse reagieren konnte. Von Interesse waren hier vor allem außergewöhnliche Wetterphänomene, Umweltverschmutzungen oder katastrophale Ereignisse auf der Erde. Teilweise wurden Kameras aber auch von Schüler- oder Studentengruppen am Boden gesteuert bzw. programmiert.
Zusätzliche Experimente mit überschaubarem Betreuungsaufwand waren biologische Studien, beispielsweise an Pflanzen, Fischen oder Bakterienkulturen und physikalisch-technische Untersuchungen. Zu letzteren zählte Plasmakristall 3 plus, welches insbesondere in den letzten Wochen der Mission mehrfach aktiviert wurde. Hier wurde die Entwicklung geladener Partikelwolken in der Schwerelosigkeit erfasst. Dabei bildeten sich unter verschiedenen Druck- und Temperaturbedingungen Zusammenballungen von Teilchen, die einer Kristallbildung ähneln können.
Von der Ankunft des Raumschiffs Sojus TMA-06M am 25. Oktober an befanden sich mehrere Medakas in einem speziell dafür ausgestatteten Aquarium. Die Fische sind halb durchsichtig, so dass Veränderungen in ihrem Körper unmittelbar sichtbar werden. Zu den biologischen Experimenten zählte auch Bioemulsija, bei dem ein Bakterienstamm geklont wurde, wobei die Probiotika bestimmte Substanzen effektiver als ihre Vorfahren produzieren sollen. Bakterien können für bestimmte Stoffe auch als biologische Fabriken dienen.

### Frachterverkehr & Ausweichmanöver

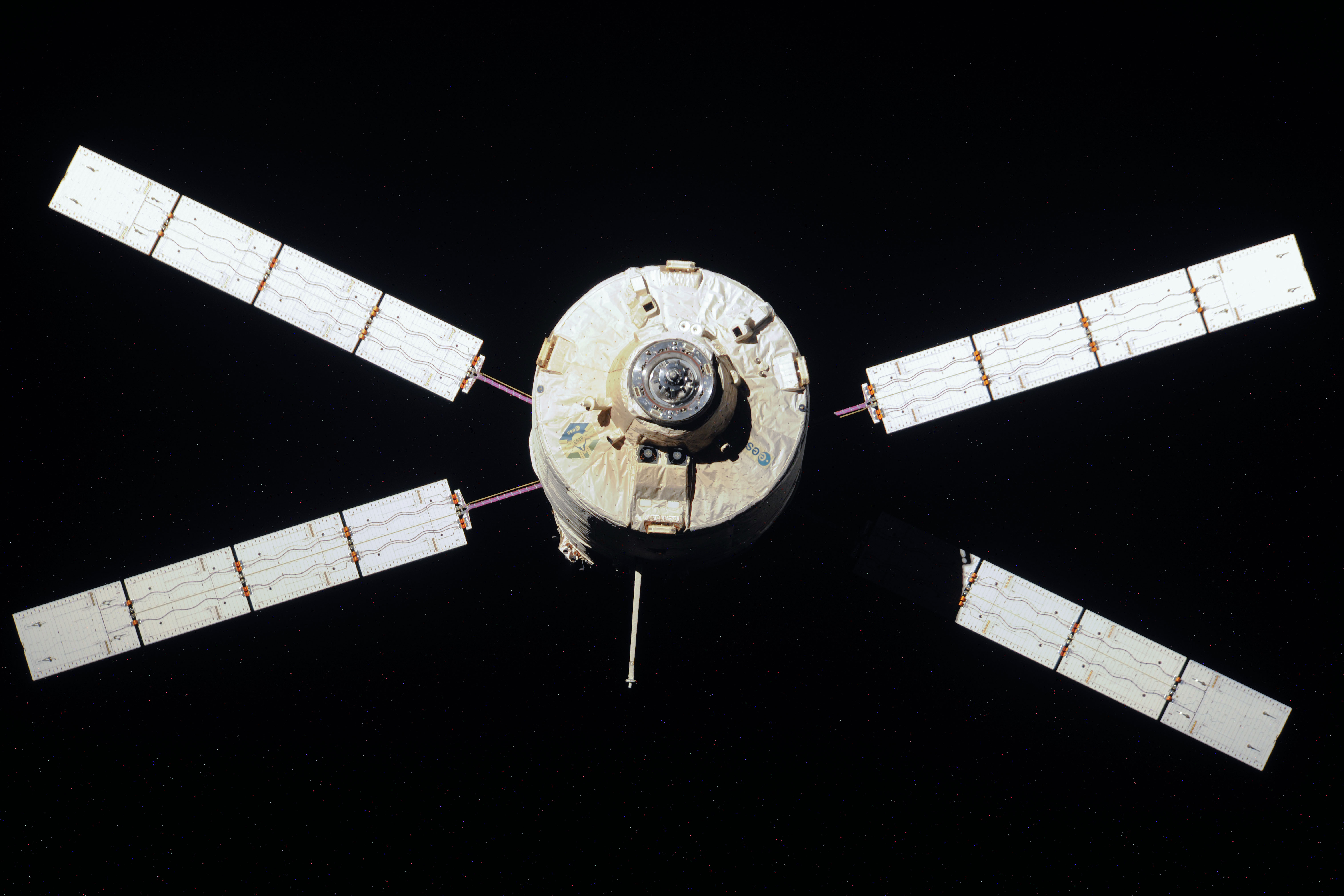
ATV entfernt sich vom Heck der Station

Gleich zu Beginn der Expedition 33 bereitete man den Abflug des unbemannten Transportraumschiffes ATV 3 Edoardo Amaldi vor. ATV 3 koppelte am 29. März am Heck der ISS an und wurde anschließend entladen. Mehrfach wurden Bahnanhebungsmanöver mit den Triebwerken des Frachters absolviert. Dabei wurde die mittlere Bahnhöhe erneut erheblich angehoben. Schließlich wurden nicht mehr benötigte Materialien und Abfälle ins ATV geladen.
Die Abkopplung sollte eigentlich am 26. September erfolgen, musste jedoch um 2 Tage verschoben werden, da das ATV auf den Befehl zum Ablegen nicht reagierte. Das Problem bestand darin, dass das per Funk gesendete Kommando versehentlich die falsche Raumfahrzeugnummer (34 anstelle 35) enthielt. Natürlich antwortete das ATV auf den Befehl nicht, da es ja eigentlich nicht gemeint war.
Am 28. September klappte dann das Ablegen. Am 2. Oktober wurden die Triebwerke für fast 14 Minuten zum ersten Bremsschub gezündet, 3 Stunden später noch einmal für gut 15 Minuten. Das Raumschiff trat am 3. Oktober, etwa 3:30 Uhr MESZ in dichte Schichten der Erdatmosphäre ein, zerbrach und verglühte größtenteils. Während des Auseinanderbrechens wurden Daten über Beschleunigung und Temperatur von einem REBR genannten Gerät erfasst und via Satellitentelefon an eine Bodenstation übermittelt.
Am 8. Oktober startete der erste reguläre Dragon-Frachter zur ISS. Beim Start kam es zu einem Triebwerksausfall an der ersten Stufe der Trägerrakete. Trotzdem erreichte das Raumfahrzeug einen Erdorbit und zwei Tage nach dem Start planmäßig die Raumstation. Nach dem Abkoppeln des Raumschiffes Dragon-CRS 1 am 28. Oktober und dessen Wasserung wurde im Rahmen der Auswertung bekannt, dass während des Fluges einer der drei Hauptcomputer einen wahrscheinlich strahlungsbedingten Neustart ausführte. Auf Strahlung führt man auch den Ausfall eines GPS-Moduls zurück. Beide Systeme sind mehrfach redundant an Bord des Raumschiffes vorhanden. Nach der Wasserung drang Wasser in ein Abteil mit elektrischen Komponenten ein. Damit verbunden war offenbar ein Verlust an elektrischer Leistung, wodurch sich der Inhalt einer Gefriereinheit von −95 °C auf −65 °C erwärmte. Offenbar gab es aber dadurch aber keine Schäden an den darin enthaltenen Blut- und Urinproben.
Kurz nach dem Ankoppeln des wenige Stunden zuvor gestarteten Frachters Progress-M 17M führte die ISS in der Nacht zum 1. November ein Ausweichmanöver aus. Die Triebwerke des am Modul Pirs angekoppelten Raumschiffs Progress-M 16M wurden dafür verwendet.

### Laserkommunikation im Testbetrieb
Am 2. Oktober testete man im russischen Teil ein neuartiges Kommunikationssystem. Dabei werden Daten mittels eines Laserstrahles zur Erde übermittelt. Hier wurden die Impulse von einer Bodenstation im Nordkaukasus empfangen. Bei diesem ersten Test wurden insgesamt 2,8 GByte Informationen mit einer Datenrate von 128 MBit/s übertragen. Der erfolgreiche Test ebnet nach Worten Verantwortlicher den Weg für eine breite Einführung derartiger Systeme in der Raumfahrt. Mit Laserkommunikationssystemen ließen sich Datenübertragungsraten bis zu 10 GBit/s erreichen.

### Kleine Satelliten aus einem großen Satelliten

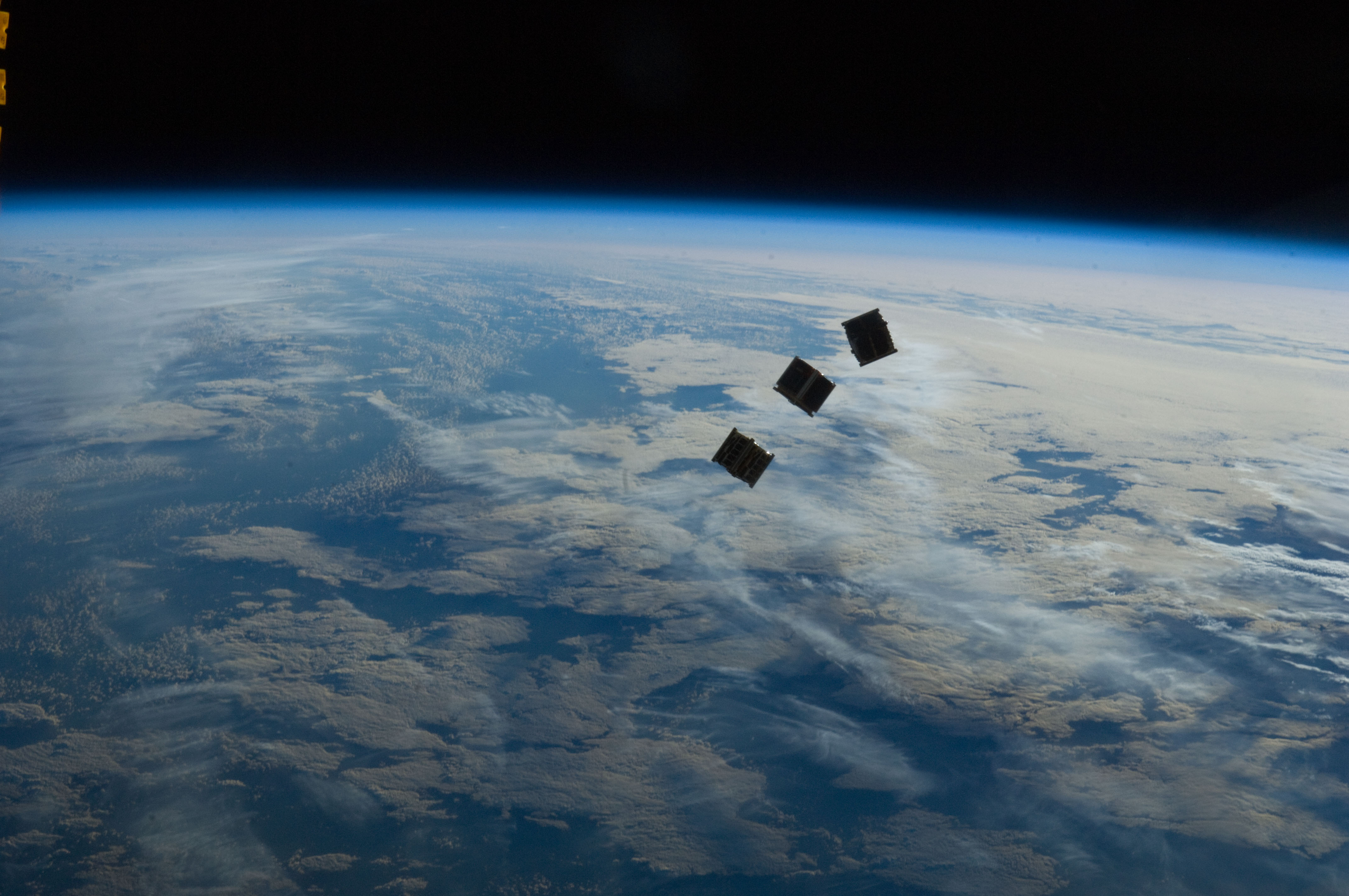
3 Kleinsatelliten wurden vom japanischen Teil der Station aus gestartet

Am 4. Oktober wurden 4 japanische Kleinsatelliten sowie ein CubeSat der Universität Hanoi (Vietnam) mit einer speziellen Vorrichtung vom Kibo-Modul aus ins All katapultiert. Startanlage und Satelliten waren zuvor vom Transportraumschiff Kounotori 3 zur ISS transportiert worden. Bei den Satelliten handelt es sich um RAIKO, Fitsat-1, WE WISH, F-1 und TechEduSat.

### Außenbordeinsatz
Am 1. November stiegen Sunita Williams und Akihiko Hoshide für 6 Stunden und 38 Minuten aus der ISS aus, um eine Reparatur vorzunehmen. Zunächst wurde ein Radiator (Wärmeabstrahler) vom Kühlmittelkreislauf getrennt und eingefahren. Anschließend wurde ein Reserveradiator mit dem Kühlkreislauf verbunden und ausgefahren. Beide Radiatoren befindet sich am Gitterstrukturelement P6 (Backbord 6) und dienen zur Kühlung der hier untergebrachten Steuer- und Ladeelektronik. P6 ist eines von 4 Gitterelementen, welches mit 4 großen Solarzellenpaneelen ausgestattet ist, die den größten Teil der elektrischen Energie für die ISS bereitstellen. Zusätzlich inspizierte und reinigte Sunita Williams ein Drehgelenk zur Nachführung der Solarzellenpaneele, damit diese immer auf die Sonne ausgerichtet werden können.

### Abschluss der Mission
Am 17. November erfolgte die Kommandoübergabe von Sunita Williams an Kevin Ford. Am folgenden Abend begaben sich die Raumfahrer Juri Malentschenko, Sunita Williams und Akihiko Hoshide in ihr Raumschiff und schlossen gegen 20:10 Uhr die Luken zur Raumstation. Mit der Abkopplung gegen 23:26 Uhr MEZ endete die ISS-Expedition 33 endgültig, die Landung erfolgte am frühen Morgen des 19. November gegen 2:56 Uhr MEZ in der kasachischen Steppe.